# Clusia venulosa
Clusia venulosa är en tvåhjärtbladig växtart som beskrevs av José Cuatrecasas. Clusia venulosa ingår i släktet Clusia och familjen Clusiaceae. Inga underarter finns listade i Catalogue of Life.